# Paul Levi
Paul Levi (Hechingen, 1883. március 11. – Berlin, 1930. február 9.) német baloldali szocialista politikus, a Németország Kommunista Pártja (Kommunistische Partei Deutschlands – KPD) társalapítója, 1919 márciusától 1921-ig annak vezetője. Rosa Luxemburg nyomán nyilvánosan bírálta a bolsevik politikai gyakorlatot, a Komintern szektás, voluntarista politikáját, amiért kizárták KPD-ből. Később ismert baloldali szociáldemokrata publicista, ügyvéd, a demokratikus szocializmus ügyének képviselője. 1920-tól haláláig a Reichstag tagja.

## Élete és munkássága
Asszimilálódott zsidó polgári családba született Hechingenben. Apjának textilüzeme volt, a család elkötelezett volt a liberális politikai elvek, az irodalom és a művészetek iránt. A gimnáziumot Stuttgartban, egyetemi tanulmányait Franciaországban és több németországi városban végezte. Már fiatalon széleskörű műveltségre tett szert, két kitüntetett érdeklődési területe a jog és a szocializmus volt. 1906-tól ügyvédként praktizált Frankfurtban, 1909-ben csatlakozott Németország Szociáldemokrata Pártjához
(Sozialdemokratische Partei Deutschlands – SPD). 1913 szeptemberében Rosa Luxemburg háborúellenes beszédet mondott Frankfurtban, melyben arra biztatta hallgatóságát, hogy ha kitör a háború, ne lőjenek osztály-testvéreikre, amiért a hatóságok perbe fogták. Paul Levi lett a védőügyvédje, aki ettől fogva rendíthetetlen tanítványává vált. A tárgyalásra 1914 februárjában került sor, melyen Levi bravúros teljesítményt nyújtott. Ekkortól  Rosa Luxemburg legszűkebb baráti köréhez tartozott, sőt szerelmi kapcsolat is szövődött kettejük között. Az első világháború alatt kapcsolatuk barátsággá szelídült, de Levi mindvégig egyfajta privilegizált bizalmi helyzetet élvezett Luxemburg baráti körében.
A kezdetektől tagja volt a Luxemburg kezdeményezésére alakult háborúellenes körnek, amely 1915 márciusától Internacionálé Csoportnak, majd 1916 márciusától Spartakus-csoportnak nevezte magát. 1915 áprilisában behívták katonának és nem sokkal később a Vogézekbe vezényelték. Ott éhezéssel annyira legyengítette magát, hogy az orvosok szolgálatra alkalmatlannak találták és leszerelték. 1916-ban Svájcba költözött, ahol Hartstein álnéven Vlagyimir Iljics Leninnel és Grigorij Jevszejevics Zinovjevvel dolgozott együtt a La Nouvelle Internationale című kiadvány alapításában és csatlakozott a zimmerwaldi baloldal irodájához. Az elsők közt volt a németországi kommunisták közt, aki szorgalmazta a centristákkal történő szakítást. 1916–1917 telén Davosban élt, ahol Karl Bernhardovics Radek a lakótársa volt. Amikor tudomást szereztek az Oroszországban kitört februári forradalomról, mindketten Leninhez utaztak Zürichbe. Aláírta azt a nyilatkozatot, amely kiállt Lenin és társai nevezetes lepecsételt vagonokban történő vonatútja mellett.
Az 1917-es októberi orosz forradalom után visszatért Németországba, ahol 1918 márciusától főleg Berlinben tartózkodott, s Leo Jogiches letartóztatása után tagja lett a Spartakus Levelek (Spartakusbriefe) 3 fős szerkesztőségének. 1918 novemberétől a Die Rote Fahne szerkesztőségi tagja, a Spartakus-csoport újjászervezésével létrejött Spartakus-szövetség központi vezetőségi tagja. Luxemburg és Liebknecht mellett az egyedüli volt, akinek neve rendszeresen megjelent a Die Rote Fahne hasábjain, s ezekben a hetekben tehetséges szónokként is bemutatkozott. Németország Kommunista Pártja (Kommunistische Partei Deutschlands – KPD) december végi megalakulásakor a központi bizottság (Zentrale) tagjává választották. Ahhoz a kisebbséghez tartozott, amely a nemzetgyűlési választásokon való részvétel mellett foglalt állást.  Luxemburg és Liebknecht januári és Leo Jogiches márciusi meggyilkolása után a KPD elnökének választották.

### Kommunista pártvezető
Amikor Levi átvette a KPD vezetését a pártot gyakorlatilag törvényen kívüliség sújtotta, tagjait üldözték, a pártvezetés megosztott volt. A tagság körében nagyon erős volt a szélsőbaloldali irányvonal, követői elutasították a választásokon való részvételt és a szakszervezetekben történő szervező tevékenységet, s ezzel elszigetelték magukat a munkásság széles tömegeitől. Levi ezzel szemben egy forradalmi tömegpárt megteremtésére törekedett, ami elkerülhetetlenné tette a puccsistákkal való szakítást. 1919 októberében, a párt második kongresszusán a központi vezetőség kizárta a pártból mindazokat, akik nem fogadták el a hivatalos irányvonalat, ami a 106 ezer fős tagságnak csaknem a felét jelentette. A kizárt tagság zöme néhány hónappal később megalapította a Németország Kommunista Munkáspártját (Kommunistische Arbeiterpartei Deutschlands – KAPD).

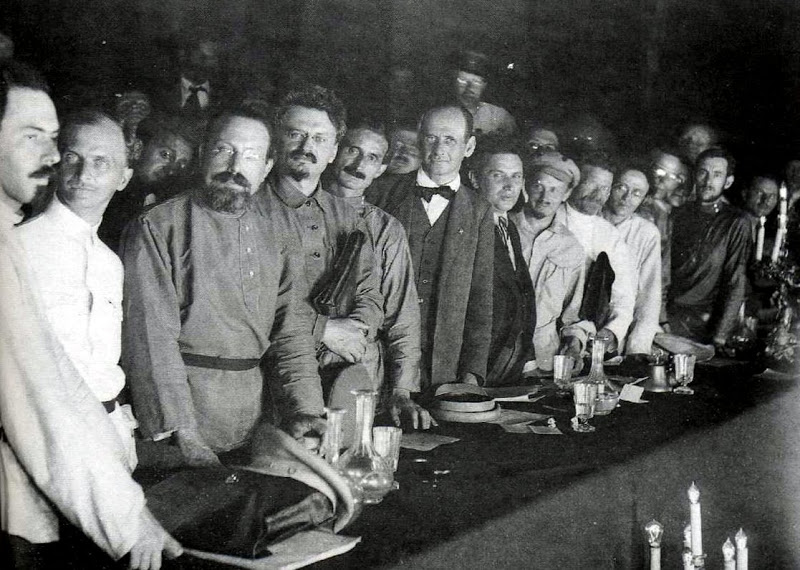
Levi (középen csokornyakkendőben) a Komintern II. kongresszusán Trockij, Zinovjev, Buharin, Radek és mások társaságában (1920)

A Németország Független Szociáldemokrata Pártja (Unabhängige Sozialdemokratische Partei Deutschlands – USPD) 1919 novemberi kongresszusa előtt Levi meggyőzte az USPD balszárnyának vezetőit egy jövőbeli egyesülési taktika előnyeiről. Az év nagyobb részét Németországban töltő Radek tájékoztatta Lenint az ottani politikai helyzetről, aki támogatta a kommunista tömegpárt létrehozására irányuló törekvést. 1920 júniusában a KPD részt vett a parlamenti választásokon, melyen Levit és Clara Zetkint a Reichstag tagjává választották, akik a Komintern rosszallása ellenére átvették mandátumukat. A Komintern 1920. július–augusztusi II. kongresszusán a KPD mellett az USPD és Levi legnagyobb meglepetésére a KAPD delegációját is meghívták. Októberben az USPD többsége elfogadta a Komintern 21 pontos felvételi feltételeit és balszárnya a decemberi egyesülési kongresszuson csatlakozott Németország Egyesült Kommunista Pártjához (Vereinigte Kommunistische Partei Deutschlands – VKPD). Az új párt elnökei Levi és Ernst Däumig lettek, taglétszáma pedig 450 ezerre emelkedett. A Komintern ezalatt társult tagságot adott a  KAPD-nek, s az offenzíva taktika hívei, Zinovjev és Rákosi Mátyás kerültek előtérbe a szervezetben. Levi konfliktusba került velük, s 1921. február 22-én, Rákosi előterjesztésére opportunista elhajlás vádjával leváltották elnöki funkciójából, amire tiltakozásul Clara Zetkin, Ernst Däumig és több elnökségi tag is lemondott.

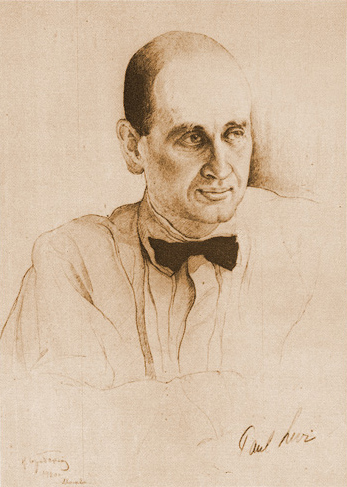
Paul Levi (1920)

1921. március elején Kun Béla, Pogány József és a lengyel cionista-szocialista Samuel Haifiz a Komintern megbízottjaiként érkeztek Németországba, hogy elfogadtassák a VKPD pártvezetésével a Komintern új offenzív taktikáját, mely voluntarista módon a forradalom mesterséges kirobbantására irányult. A Heinrich Brandler és August Thalheimer vezetése alatt álló „megtisztított” központi bizottság március 16–17-i gyűlésén megszavazták az ún. „márciusi akciót”, mely egy tulajdonképpeni puccskísérlet volt Közép-Németországban, amitől azt remélték, hogy egy országos forradalom elindítója lehet. A kalandor próbálkozás tömegtámogatás híján gyorsan elbukott, s következményei rendkívül súlyosak voltak a VKPD-re nézve. A párt újságjait betiltották vagy felfüggesztették, a sztrájkokban részt vevő tagjait bebörtönözték, Brandler is 5 éves fegyházbüntetést kapott. A VKPD-t néhány hét alatt 200 ezer tagja hagyta el. Levi a történtek idején Bécsben volt, s mélyen megrázták az eseményekről szóló hírek. Március 27-én levelet írt Leninnek, melyben tájékoztatta Kun Béla szerepéről, s egyúttal bírálta az aktuális pártvezetést, amely néhány hét alatt „romba döntötte a pártot”. Április 2–3-án írt egy pamfletet a történtekről, melyet szeretett volna a központi bizottság részére előterjeszteni, de kétszer is megtagadták tőle. Ezek után április 12-én Utunk – A puccsizmus ellen (Unser Weg – Wider den Putschismus) című írása megjelent a sajtóban. Cikkében Levi szenvedélyesen bírálta a márciusi akciót és a offenzívaelméletet, egyúttal kifejtette általános nézeteit a forradalomról és a kommunista párt szerepéről egy fejlett országban. Név említése nélkül bírálta Kunt, a Komintern küldötteit alkalmatlanoknak nyilvánította a feladatukra, s a Komintern VB legalább részbeni felelősségét is feszegette. Erre válaszul a központi bizottság április 16-án kizárta  a KPD-ből, s felszólította, hogy mondjon le parlamenti mandátumáról. Másnap a Die Rote Fahne címoldalán megjelent cikk megvádolta, hogy kritikájával nyílt támogatást nyújt az ellenségnek. Néhány ismert pártvezető – Däumig, Zetkin, Otto Brass, Adolf Hoffman, akik lemondtak vele együtt februárban, Curt Geyer, a párt moszkvai küldöttje, illetve Paul Neumann, Heinrich Malzahn és Paul Eckert – azonban kiállt mellette, s személyes garanciát vállalt arra, hogy Levi állításai fedik a valóságot.
A szeptemberi jénai KPD pártkongresszus kizárta soraiból Levi híveit, köztük a párt Reichstag frakciójának több mint a felét (13 főt). Levi nem törekedett egy töredékpárt alapítására, de néhány hónap múlva létrehozta követőivel a Kommunista Munkaközösség (Kommunistische Arbeitsgemeinschaft – KAG) nevű politikai formációt, mely elkötelezte magát az erőszakmentes forradalom és a KPD kívülről való megreformálása mellett. A szervezet bár nem volt bolsevikellenes, kezdettől fogva kiváltotta a Komintern ellenszenvét. A növekvő politikai izoláció elkerülése érdekében Levi és a KAG 1922 áprilisában beléptek az USPD-be, melyben már egyesülési tárgyalások folytak az SPD-vel, ami 1922 októberében valósult meg.

### Szociáldemokrata
Clara Zetkin a Komintern III. Kongresszusáról Rosa Luxemburg összes művének kiadási tervével tért vissza, azonban az nem tartalmazta Luxemburg befejezetlen és publikálatlan, Az orosz forradalom című írását, mely kritikája miatt igen kellemetlen volt a bolsevikok számára. Ez Levit arra indította, hogy sajtó alá rendezze Luxemburg 1918 nyarán, börtönben írt művét, előszót és bevezetést írjon hozzá. 1923 februárjától megjelentette a Szocialista és politikai hetilap (Sozialistische und politische Wochentliche) című kiadványt, mely személyes szócsöve volt, s ebben kommentálta az aktuális hazai és nemzetközi politikai eseményeket, különös tekintettel a Reichswehrre, a paramilitáris csoportokra, a politikai perekre és a reakciós jelenségekre.
Levi megtartotta 1920-as Reichstag mandátumát az 1924-es választásokig, melyen a szászországi „vörös” Zwickau választotta parlamenti képviselőjévé, melyet élete végéig megtartott. Ez az egyik legszegényebb, félig ipari, félig mezőgazdasági választókerület volt, ahol a távoli falvakban is rendszeres gyűléseket, tanfolyamokat tartott, ingyenes jogtanácsokat adott. Az SPD frakció a polgári szabadságjogok kérdéskörére korlátozta hozzászólásait a Reichstagban, bár lehetővé tette számára, hogy a pártot képviselje a jogi bizottságban. Az SPD-ben úgy tekintettek rá, mint a pártegységet veszélyeztető kockázati tényezőre, hiszen két pártszakadást is végigcsinált, de ő világossá tette, hogy a munkásosztálynak egységre és nem megosztottságra van szüksége. Ellenállt barátja, Carl von Ossietzky hívásának is, aki a Németország Szocialista Munkáspártja (Sozialistische Arbeiterpartei Deutschlands – SAPD) alapítását szervezte, mely Levi halála után lépett a politikai színtérre. Személyisége sosem késztette pártvezetői szerepre, az 1920-as évek vége felé kevésbé érezte otthon magát a pártpolitikában általában, inkább a jogi gyakorlatot mint a politikai harc eszközét részesítette előnyben. A weimari köztársaság 1920-as évtizedében évente több, mint ezer hazaárulási per volt. Az aktuális kormányok gyakran léptek fel szigorúan azon publicisták és újságok ellen, akik és amelyek nyilvánosságra hoztak számukra kényes információkat. Levi különleges specialitásává vált ezen ügyek képviselete, mely hírnevét megalapozta. Az egyik legismertebb ügye az ún. „Kuster–Jacob per” volt, melyben Berthold Jacob újságíró nyilvánosságra hozta a Versailles-i békeszerződés Reichswehr általi megsértését. Sikeres ügyei közé tartozott még a Patyomkin páncélos című film érdekében való közreműködése, de védence volt George Grosz, Bertolt Brecht, Willi Münzenberg is. Sikeresen képviselte a Rosa Luxemburg és Karl Liebknecht meggyilkolása ügyében indított korábbi eljárásban szereplő egykori katonai ügyész jogsértései nyomán hozott igazságtalan bírói ítélet elleni fellépést.
1930 januárjában súlyos tüdőgyulladást kapott, s magas lázzal ágyba kényszerült. Önkívületi állapotban lázálmok, látomások gyötörték. 1930. február 9-én, ötödik emeleti tetőtéri hálószobájának nyitott ablakán, tisztázatlan körülmények között kizuhant és szörnyethalt. Albert Einstein a következőképpen jellemezte nekrológjában: „Az egyik legbölcsebb, legigazságosabb és legbátrabb személy, akivel valaha találkoztam.” A Reichstagban az emlékére rendezett tiszteletadásról az NSDAP és a KPD tagjai demonstratívan kivonultak.